# اکواویوا پلاتانی
اکواویوا پلاتانی (به ایتالیایی: Acquaviva Platani) یک سکونتگاه مسکونی در ایتالیا است که در استان کالتانیستا واقع شده‌است.

## خصوصیات
اکواویوا پلاتانی ۱۴ کیلومتر مربع مساحت و ۱٬۲۳۱ نفر جمعیت دارد و ۵۵۸ متر بالاتر از سطح دریا واقع شده‌است.